# Extize
Extize (stylisé EXT!ZE) est un groupe franco-allemand d'électro-industriel, originaire d'Heidelberg, en Allemagne.

## Histoire
Extizea est formé en 2007 par Cyb3rella (chanteur du groupe) et commence en tant que projet solo. Le projet s'est agrandi fin 2007 lorsque Cyb3rSlut (e-drums), Ionic Matrix (synthétiseur et guitare) et Cyb3rc0re (sampling) ont rejoint le groupe. Leurs premiers club-hits Poser et Hellektrostar apparaissent en 2008 sur les compilations Extreme Störfrequenz 1 et Extreme Sündenfall 7. Grâce au succès de ces deux chansons, le label Trisol Music Group s'intéresse au groupe et le signe.
Le premier single d'Extize avec comme titre Hellektrostar EP sort en 2009, occupa directement la 14e place des Deutschen Alternative Charts (DAC) et y reste presque deux mois. Après avoir fait la couverture du magazine Orkus (plus gros magazine gothique allemand), Extize est l'élément déclencheur d'un sujet de discussion au sein de la communauté gothique germanique concernant la nouvelle sous-culture dite cyber-gothique. Extize est considéré aujourd'hui comme l'un des groupes pionniers de la scène cyber-gothique allemande. FallOut Nation, le premier album du groupe, sort quelques mois après Hellektrostar EP. Extize fait son premier concert le 29 janvier 2009 au Dark-Dance-Treffen à Lahr (Allemagne).
Cyb3rc0re quitte le groupe début 2010 et est remplacé par DJ Barus, créateur du Podcast gothique Dark E Mix. À partir de 2010, le groupe tourne en France, Suisse, Allemagne, Belgique et Grèce. Il joue le 23 mai 2010 sur la scène du festival gothique le plus connu et plus gros au monde : la Wave-Gotik-Treffen (WGT) à Leipzig.
Le second single du groupe, Gothic Pussy, apparait en même temps que le premier clip vidéo homonyme en juin 2010. Extize TV voit au même moment le jour : la chaine du groupe offre à ses spectateurs divers vidéos telles que des tourbooks, lives, etc. Quelque temps après la sortie de leur second single, Extize joue sur la grosse scène de l'Amphi Festival à Cologne (Allemagne) le 25 juillet 2010, mais ils doivent payer pour monter sur scène. Le 11 septembre 2010, Extize est la tête d'affiche du festival Essen Originell, durant lequel le groupe annonce la future et proche sortie de son second album studio. Celui-ci, Paradize 2069, sort le 25 février 2011 sous la forme d'une première édition digipack limitée à 999 exemplaires et comportant deux CD (Hell et Heaven) ayant chacun 15 titres. Paradize 2069 est un double album-concept se basant sur une histoire de science-fiction que le groupe a écrit et enregistrée sous forme de livre audio que l'on peut gratuitement télécharger sur un site spécialement créé pour cet album. Le groupe dévoile, grâce à ce nouvel album, une nouvelle facette de sa musique, car le CD2 Heaven se compose principalement de chansons de style dark wave et de synthpop, et non pas d'electro et de musique industrielle (qui se trouvent uniquement sur le CD1 Hell) comme les précédentes sorties d'Extize.
Au même moment, Extize conçoit également un jeu, Paradize 2069, en ligne sous forme de quiz : après avoir répondu aux questions, on reçoit un lien permettant de télécharger gratuitement six chansons qui n'ont encore jamais été publiées (deux démos de 2007, ainsi que quatre remixes). Grâce à cet album, le groupe a été élu meilleur groupe de musique du mois de février par le magazine Orkus. Peu après la sortie de Paradize 2069, le groupe sort son second clip vidéo avec Headquake. Ionic Matrix est remplacé par Jan Dysfunction en 2011, qui occupe sa nouvelle place aux synthétiseur et à la guitare pour la première fois lors de son concert dans la discothèque Crash à Fribourg-en-Brisgau.
La Extize DJ Team gagne le Cyber-Culture Music Award 2011 (CCMA) dans la catégorie « meilleur DJ national » à Essen (Allemagne). Peu après cette victoire, le groupe sort un nouveau clip vidéo, hommage à Gala Rizzatto dont le groupe fait une reprise du hit Freed from Desire et met ce titre en téléchargement gratuit sur son site. En mars 2012, le quatuor sort un nouvel EP Arschloch accompagné de son quatrième clip vidéo Arschloch Alarm. Arschloch EP est pendant deux mois à la dixième place des Deutschen Alternativ-Charts (DAC)[réf. nécessaire]. En août 2012, le groupe prend un tournant essentiel dans sa carrière, Cyb3rSlut le quitte. Le reste du groupe décide de changer radicalement son style de musique qui devient un mélange de breakbeat, nu metal, musique industrielle, futurepop, dubstep, rock électronique et hard électro. Les membres définissent ce nouveau genre « Dirt-E-Tronic » et changent également de label pour sortir leur troisième album Anarchy Engineers, le 13 octobre 2012 chez Future Fame. Cet album est accompagné d'un nouveau clip Kiss and Kill qui passe sur IM1 TV (chaine de télévision musicale allemande) en boucle dans l'émission Orkus TV avec d'autres clips du groupe[réf. nécessaire]. 
A l'été 2013, le groupe présente son nouveau batteur, Mondi.

## Discographie

### Albums studio
- 2009 : FallOut Nation (Trisol)
- 2011 : Paradize 2069 (Trisol)
- 2012 : Anarchy Engineers (Future Fame)

### Singles et EP
- 2009 : Hellektrostar (EP) (Trisol)
- 2010 : Gothic Pussy (Trisol)
- 2012 : Arschloch (Trisol)

### Clips
- 2010 : Gothic Pussy
- 2011 : HeadQuake
- 2011 : Freed From Desire (Gala Tribute)
- 2012 : Arschloch Alarm
- 2013 : Kiss and Kill

### Compilations
- 2008 : Extreme Traumfänger 7
- 2008 : Extreme Schwarze Nacht 3
- 2009 : Extreme Störfrequenz 1
- 2009 : Extreme Sündenfall 7
- 2009 : Orkus Compilation 54
- 2009 : Gothic Compilation 65
- 2010 : Sonic Seducer Cold Hands 100
- 2010 : Endzeit Bunkertracks V
- 2010 : Amphi Festival 2010
- 2012 : Endzeit Bunkertracks VI
- 2012 : Nachtaktiv Sampler Dezember 2012
- 2013 : Nachtaktiv Sampler Februar 2013